# Чемпионат России по лёгкой атлетике в помещении 2013
Чемпионат России по лёгкой атлетике в помещении 2013 года прошёл 12—14 февраля в Москве в манеже ЛФК «ЦСКА». Соревнования являлись отборочными в сборную России на чемпионат Европы в помещении, прошедший 1—3 марта в шведском Гётеборге. На протяжении 3 дней было разыграно 32 комплекта медалей.
Зимой 2013 года также были проведены чемпионаты России в отдельных дисциплинах лёгкой атлетики.
- 7—9 февраля — чемпионат России по многоборьям в помещении (Волгоград)
- 15—16 февраля — чемпионат России по бегу на 100 км (Москва)

## Соревнования
В беге на 800 метров у женщин разыгрывался приз памяти заслуженного тренера СССР Якова Исааковича Ельянова, воспитавшего большое количество высококлассных бегунов на средние и длинные дистанции, среди которых Светлана Мастеркова, Светлана Плескач-Стыркина, Светлана Клюка и многие другие.
На дистанции 3000 метров у мужчин сразу 7 человек пробежали быстрее 8 минут, а все 3 призёра — быстрее результата 7.50. Чемпионом страны стал Валентин Смирнов и с временем 7.47,01 занял 2-е место в списке лучших бегунов в истории России на данной дистанции в помещении после рекордсмена страны Вячеслава Шабунина. Занявший 5-е место Ильгизар Сафиуллин установил новый рекорд России среди молодёжи (до 23 лет) — 7.54,90 (прежнее достижение, 7.55,12, продержалось 40 лет).
Высшее мировое достижение среди молодёжи на дистанции 2000 метров с препятствиями установила серебряная призёрка чемпионата Евдокия Букина — 6.12,76. Мария Быкова, тремя неделями ранее на чемпионате Центрального федерального округа установившая новое абсолютное мировое достижение (6.05,29), по ходу финального забега зацепилась за препятствие и упала. Однако даже эта неудача не помешала ей взять медаль, оказавшейся, правда, лишь бронзовой — 6.16,61.
Лучшие результаты сезона в мире показали Ксения Усталова в беге на 400 метров (51,31) и победитель барьерного спринта Сергей Шубенков — 7,50. Сергей впервые в карьере стал чемпионом страны, а его победное время стало лучшим в истории чемпионатов России в помещении.
На дистанции 1500 метров у мужчин второй год подряд не встретил никакой конкуренции Егор Николаев — 3.39,54. Он выиграл у ставшего вторым Дмитрия Низельского чуть более двух секунд и стал первым человеком в истории чемпионатов страны, кто «разменял» 3.40 (до этого лучший результат был на счету Вячеслава Шабунина — 3.40,88 на чемпионате 2002 года).
Новый личный рекорд понадобилось установить Сергею Мудрову, чтобы стать лучшим в прыжке в высоту у мужчин. С результатом 2,34 м он занял второе место в европейском рейтинге сезона и четвёртое место в мировом.
Лидеру мирового сезона в прыжке в длину у мужчин Александру Менькову не удалось превзойти свой результат месячной давности (8,22 м), но и прыжка на 8,18 м оказалось более чем достаточно для уверенной победы на чемпионате страны.

## Медалисты

### Мужчины
| Дисциплина             | Золото                                                                                          | Золото      | Серебро                                                                                   | Серебро     | Бронза                                                                                        | Бронза      |
| ---------------------- | ----------------------------------------------------------------------------------------------- | ----------- | ----------------------------------------------------------------------------------------- | ----------- | --------------------------------------------------------------------------------------------- | ----------- |
| 60 м                   | мс Александр Бреднев Краснодарский край Ульяновская область                                     | 6,68        | мс Максим Половинкин Пензенская область Самарская область                                 | 6,71        | мс Александр Шпаер Москва                                                                     | 6,72        |
| 200 м                  | мсмк Павел Тренихин Тюменская область Свердловская область                                      | 21,26       | мсмк Вячеслав Колесниченко Московская область Волгоградская область                       | 21,39       | мс Александр Хютте Санкт-Петербург Карелия                                                    | 21,44       |
| 400 м                  | мсмк Владимир Краснов [a] Иркутская область Московская область                                  | 47,15 [a]   | мсмк Константин Свечкарь [a] Москва Алтайский край                                        | 47,56 [a]   | мс Юрий Трамбовецкий [a] Санкт-Петербург                                                      | 48,08 [a]   |
| 800 м                  | мсмк Иван Нестеров Свердловская область                                                         | 1.48,11     | мс Кирилл Симаков Ярославская область                                                     | 1.48,56     | мсмк Иван Тухтачёв Иркутская область Новосибирская область                                    | 1.48,57     |
| 1500 м                 | мсмк Егор Николаев Башкортостан                                                                 | 3.39,54     | мс Дмитрий Низельский Краснодарский край Ростовская область                               | 3.41,56     | мс Павел Хворостухин Санкт-Петербург                                                          | 3.41,56     |
| 3000 м                 | мсмк Валентин Смирнов Санкт-Петербург                                                           | 7.47,01     | мсмк Егор Николаев Башкортостан                                                           | 7.47,57     | мсмк Андрей Сафронов Башкортостан Челябинская область                                         | 7.48,49     |
| 5000 м                 | мс Ринас Ахмадеев Татарстан                                                                     | 13.48,27    | мсмк Евгений Рыбаков Кемеровская область                                                  | 13.48,35    | мс Вячеслав Шаламов Краснодарский край                                                        | 13.50,89    |
| 2000 м с препятствиями | мс Юрий Клопцов [b] Алтайский край                                                              | 5.27,72 [b] | мс Сергей Саяпин [b] Москва Хабаровский край                                              | 5.27,86 [b] | мс Денис Данилин [b] Оренбургская область                                                     | 5.29,06 [b] |
| 60 м с барьерами       | мсмк Сергей Шубенков Краснодарский край Алтайский край                                          | 7,50        | мсмк Константин Шабанов Москва Псковская область                                          | 7,67        | мсмк Алексей Дрёмин Челябинская область Алтайский край                                        | 7,74        |
| Прыжок в высоту        | мсмк Сергей Мудров Москва Ивановская область                                                    | 2,34 м      | мс Дмитрий Семёнов Московская область Смоленская область                                  | 2,30 м      | мс Даниил Цыплаков Хабаровский край                                                           | 2,30 м      |
| Прыжок с шестом        | мсмк Антон Ивакин Волгоградская область Ставропольский край                                     | 5,65 м      | мс Артём Буря Волгоградская область                                                       | 5,55 м      | мсмк Александр Грипич Краснодарский край Татарстан                                            | 5,55 м      |
| Прыжок в длину         | мсмк Александр Меньков Красноярский край                                                        | 8,18 м      | мсмк Павел Караваев Москва Псковская область                                              | 7,90 м      | мсмк Павел Шалин Москва Липецкая область                                                      | 7,88 м      |
| Тройной прыжок         | мс Руслан Самитов Татарстан                                                                     | 17,06 м     | мсмк Алексей Фёдоров Московская область Смоленская область                                | 16,92 м     | мсмк Юрий Ковалёв Москва Ростовская область                                                   | 16,58 м     |
| Толкание ядра          | мсмк Максим Сидоров Московская область                                                          | 20,10 м     | мсмк Валерий Кокоев Москва Северная Осетия                                                | 19,97 м     | мс Александр Буланов Московская область Санкт-Петербург                                       | 19,86 м     |
| Эстафета 4×200 м       | Тюменская область · Павел Тренихин · Александр Сигаловский · Владислав Литченко · Никита Веснин | 1.25,38     | Санкт-Петербург [c] · Александр Хютте · Артур Рейсбих · Иван Шаблюев · Сергей Петухов     | 1.25,58 [c] | Москва [c] · Егор Бабенко · Павел Кириллов · Павел Вручинский · Роман Смирнов                 | 1.25,75 [c] |
| Эстафета 4×800 м       | Санкт-Петербург · Тимофей Петров · Алексей Харитонов · Александр Сторожев · Валентин Смирнов    | 7.22,13     | Свердловская область · Степан Поистогов · Сергей Усольцев · Артём Семушин · Иван Нестеров | 7.22,17     | Иркутская область · Дмитрий Гаврилов · Алексей Коновалов · Руслан Нигамятянов · Иван Тухтачёв | 7.23,71     |

a  Допинг-проба, взятая у победителя чемпионата России в беге на 400 метров Валентина Круглякова сразу после окончания финала, оказалась положительной на наличие в организме спортсмена запрещённого препарата дростанолона. Решением Антидопинговой комиссии ВФЛА от 24 января 2014 года легкоатлет был дисквалифицирован на 4 года, а его результат на чемпионате России в помещении — 2013 аннулирован (1-е место, 47,05).

b  27 сентября 2016 года Международная ассоциация легкоатлетических федераций опубликовала список спортсменов, дисквалифицированных в связи с допинговыми нарушениями. Среди них оказался российский бегун Ильдар Миншин, отстранённый от соревнований на 2 года на основании отклонений показателей крови в биологическом паспорте. Его результаты с 15 августа 2009 года были аннулированы, в том числе первое место на чемпионате России в помещении 2013 года в беге на 2000 метров с препятствиями с результатом 5.27,41.

c  21 июня 2017 года Всероссийская федерация лёгкой атлетики объявила о дисквалификации спринтера Дениса Алексеева. В его допинг-пробе, взятой на Олимпийских играх 2008 года, был обнаружен дегидрохлорметилтестостерон. Все результаты спортсмена с 23 августа 2008 года по 27 июня 2013 года были аннулированы, в том числе второе место сборной Пермского края (Максим Дылдин, Денис Алексеев, Владислав Фролов, Алексей Кёниг) в эстафете 4×200 метров на чемпионате России в помещении 2013 года с результатом 1.25,54.

### Женщины
| Дисциплина             | Золото                                                                                   | Золото      | Серебро                                                                                              | Серебро     | Бронза                                                                                              | Бронза      |
| ---------------------- | ---------------------------------------------------------------------------------------- | ----------- | --- | ----------- | --------------------------------------------------------------------------------------------------- | ----------- |
| 60 м                   | мсмк Юлия Кацура Краснодарский край Московская область                                   | 7,28        | мс Юлия Кашина Красноярский край Вологодская область                                                 | 7,29        | мс Виктория Ярушкина Москва                                                                         | 7,32        |
| 200 м                  | мсмк Елизавета Савлинис Москва Санкт-Петербург                                           | 23,42       | мс Анастасия Кочержова Иркутская область                                                             | 23,75       | мс Екатерина Вуколова Москва Ульяновская область                                                    | 23,83       |
| 400 м                  | змс Ксения Усталова Свердловская область                                                 | 51,31       | мсмк Ксения Задорина Москва Санкт-Петербург                                                          | 52,29       | мсмк Ольга Товарнова Краснодарский край Волгоградская область                                       | 52,46       |
| 800 м                  | мсмк Елена Котульская Москва Саха-Якутия                                                 | 2.02,24     | мс Марина Поспелова Московская область Ярославская область                                           | 2.02,38     | мс Айвика Маланова [d] Москва Марий Эл                                                              | 2.03,07 [d] |
| 1500 м                 | мсмк Елена Коробкина Москва Липецкая область                                             | 4.10,28     | мс Анна Щагина [d] Москва                                                                            | 4.10,69 [d] | змс Елена Соболева [d] Москва Брянская область                                                      | 4.11,02 [d] |
| 3000 м                 | мсмк Елена Коробкина [e] Москва Липецкая область                                         | 8.50,42 [e] | мсмк Наталья Аристархова [e] Красноярский край                                                       | 8.50,76 [e] | мсмк Наталья Леонтьева [e] Саха-Якутия                                                              | 8.57,80 [e] |
| 5000 м                 | мсмк Ольга Головкина Москва Пермский край                                                | 15.36,08    | мсмк Елена Наговицына Удмуртия Чувашия                                                               | 15.36,65    | мсмк Наталья Горчакова Свердловская область                                                         | 15.38,98    |
| 2000 м с препятствиями | мс Римма Родько Новосибирская область                                                    | 6.09,13     | мс Евдокия Букина Челябинская область                                                                | 6.12,76     | мс Мария Быкова Рязанская область                                                                   | 6.16,61     |
| 60 м с барьерами       | мсмк Ольга Самылова [f] Москва Санкт-Петербург                                           | 8,04 [f]    | мсмк Светлана Топилина [f] Кемеровская область Московская область                                    | 8,05 [f]    | мс Татьяна Филатова [f] Москва                                                                      | 8,09 [f]    |
| Прыжок в высоту        | мсмк Татьяна Кивимяги Москва                                                             | 1,91 м      | мсмк Ирина Гордеева Краснодарский край Санкт-Петербург                                               | 1,91 м      | мс Евгения Кононова Санкт-Петербург                                                                 | 1,87 м      |
| Прыжок с шестом        | мсмк Анастасия Савченко Москва Санкт-Петербург                                           | 4,70 м      | мсмк Ангелина Жук-Краснова Москва Иркутская область                                                  | 4,55 м      | мс Людмила Ерёмина Иркутская область                                                                | 4,50 м      |
| Прыжок в длину         | мсмк Дарья Клишина Москва Тверская область                                               | 6,80 м      | мс Светлана Деняева [g] Москва Санкт-Петербург                                                       | 6,76 м [g]  | мсмк Оксана Жуковская [g] Вологодская область                                                       | 6,60 м [g]  |
| Тройной прыжок         | мс Ирина Гуменюк Санкт-Петербург                                                         | 14,41 м     | мс Виктория Долгачёва Москва Санкт-Петербург                                                         | 14,41 м     | мсмк Вероника Мосина Санкт-Петербург                                                                | 14,30 м     |
| Толкание ядра          | мсмк Ирина Тарасова [h] Москва Ростовская область                                        | 17,62 м [h] | мс Наталья Тронева [h] Краснодарский край                                                            | 16,39 м [h] | мс Вера Кунова [h] Москва                                                                           | 16,13 м [h] |
| Эстафета 4×200 м       | Иркутская область · Юлия Глибко · Анастасия Кочержова · Марина Коновалова · Елена Болсун | 1.34,55     | Москва · Екатерина Реньжина · Марина Пантелеева · Екатерина Вороненкова · Екатерина Вуколова         | 1.34,55     | Пензенская область [i] · Людмила Кириллова · Кристина Мальвинова · Наталья Шишкова · Ольга Терёхина | 1.36,98 [i] |
| Эстафета 4×800 м       | Москва · Ксения Кожедуб · Айвика Маланова · Алёна Глазкова · Елена Котульская            | 8.16,16     | Свердловская область [e] · Оксана Сунцова · Ольга Львова · Светлана Черкасова · Анастасия Григорьева | 8.27,09 [e] | Курская область [e] · Елена Струнина · Кристина Халеева · Инна Дрючина · Екатерина Купина           | 8.39,59 [e] |

d  20 декабря 2017 года Спортивный арбитражный суд дисквалифицировал на 2,5 года российскую бегунью на средние дистанции Светлана Карамашеву (Подосёнову). На основании отклонений в её биологическом паспорте крови был сделан вывод о применении спортсменкой допинга. Все выступления Карамашевой с 14 июля 2012 года по 6 августа 2014 года были аннулированы, в том числе третье место в беге на 800 метров (2.02,98) и второе место в беге на 1500 метров (4.10,47) на зимнем чемпионате России 2013 года.

e  27 января 2016 года ИААФ сообщила о допинговой дисквалификации бегуньи на средние дистанции Светланы Киреевой на основании показателей биологического паспорта. Спортсменка была отстранена от соревнований на 2 года, а её результаты с 26 июня 2012 года — аннулированы, в том числе первое место на чемпионате России в помещении 2013 года в беге на 3000 метров с результатом 8.48,27. Аналогичным образом лишилась второго места сборная Московской области (Светлана Киреева, Оксана Дёмина, Елена Тумаева, Марина Поспелова) в эстафете 4×800 метров (8.23,67).

f  1 февраля 2019 года стало известно, что Спортивный арбитражный суд на основании доклада Макларена и показаний Григория Родченкова признал 12 российских легкоатлетов виновными в нарушении антидопинговых правил. Среди них оказалась специалистка барьерного спринта Юлия Кондакова. Все её результаты с 17 июля 2012 года по 16 июля 2016 года были аннулированы, в том числе первое место на зимнем чемпионате России — 2013 на дистанции 60 метров с барьерами с результатом 7,95.

g  1 февраля 2017 года Всероссийская федерация лёгкой атлетики сообщила о дисквалификации на 2 года прыгуньи в длину Ольги Кучеренко. Её допинг-проба с чемпионата мира 2011 года оказалась положительной. Все результаты спортсменки с 28 августа 2011 года были аннулированы, в том числе второе место на чемпионате России в помещении 2013 года с результатом 6,77 м.

h  25 июля 2013 года Всероссийская федерация лёгкой атлетики сообщила о санкциях в отношении толкательницы ядра Евгении Соловьёвой. В допинг-пробе, взятой у неё на чемпионате России в помещении — 2013, были обнаружены следы применения запрещённого препарата метилгексанамина. Решением Антидопинговой комиссии ВФЛА спортсменка получила дисквалификацию в 6 месяцев, а её результат на зимнем чемпионате России (2-е место, 18,66 м) был аннулирован.

19 апреля 2017 года Всероссийская федерация лёгкой атлетики сообщила о дисквалификации на 2 года толкательницы ядра Евгении Колодко. Её допинг-проба, взятая на Олимпийских играх 2012 года, дала положительный результат на дегидрохлорметилтестостерон. Результаты спортсменки с 6 августа 2012 года по 5 августа 2014 года были аннулированы, в том числе первое место на чемпионате России в помещении — 2013 с результатом 19,24 м.

3 мая 2017 года Всероссийская федерация лёгкой атлетики сообщила о дисквалификации на два года толкательницы ядра Анны Омаровой. В её допинг-пробе, взятой на чемпионате мира 2011 года, был обнаружен туринабол. Все выступления спортсменки с 29 августа 2011 года по 28 августа 2013 года были аннулированы, в том числе четвёртое место на чемпионате России в помещении — 2013 с результатом 17,55 м.

i  21 июня 2017 года Всероссийская федерация лёгкой атлетики объявила о дисквалификации бегуньи Анастасии Капачинской. В её допинг-пробе, взятой на Олимпийских играх 2008 года, был обнаружен дегидрохлорметилтестостерон. Все результаты спортсменки с 17 августа 2008 года были аннулированы, в том числе третье место сборной Пермского края (Мария Михайлюк, Елена Зуйкевич, Лилия Гафиятуллина, Анастасия Капачинская) в эстафете 4×200 метров на чемпионате России в помещении 2013 года с результатом 1.36,95.

## Чемпионат России по многоборьям
Чемпионы страны в мужском семиборье и женском пятиборье определились 7—9 февраля 2013 года в Волгограде в манеже ВГАФКа. Свои прошлогодние титулы победителей защитили Артём Лукьяненко и Екатерина Большова. При этом результат в 4851 очко, показанный Большовой, стал лучшим в мировом сезоне.

### Мужчины
| Дисциплина | Золото                              | Золото     | Серебро                                                | Серебро    | Бронза                                     | Бронза     |
| ---------- | ----------------------------------- | ---------- | ------------------------------------------------------ | ---------- | ------------------------------------------ | ---------- |
| Семиборье  | Артём Лукьяненко Ростовская область | 6008 очков | Илья Шкуренёв Краснодарский край Волгоградская область | 5890 очков | Михаил Логвиненко Москва Иркутская область | 5888 очков |

### Женщины
| Дисциплина | Золото                                    | Золото    | Серебро                                               | Серебро    | Бронза                                  | Бронза    |
| ---------- | ----------------------------------------- | --------- | ----------------------------------------------------- | ---------- | --------------------------------------- | --------- |
| Пятиборье  | Екатерина Большова Москва Санкт-Петербург | 4851 очко | Александра Бутвина Ростовская область Санкт-Петербург | 4608 очков | Ульяна Александрова Кемеровская область | 4401 очко |

## Чемпионат России по бегу на 100 км
Чемпионат России по бегу на 100 километров прошёл 15—16 февраля в Москве в легкоатлетическом манеже спорткомплекса «Крылатское». Соревнования прошли в рамках XIII сверхмарафона «Ночь Москвы» — Кубка Пассаторе по 6-часовому бегу. В соответствии с регламентом дистанцию 100 км могли закончить только те участники, кто после 6 часов бега преодолел более 70 км среди мужчин и более 65 км среди женщин. Таким образом, борьбу за звание чемпиона России продолжили только 5 мужчин. Сильнейшим среди них стал Дмитрий Павлов, единственный показавший результат быстрее 7 часов.

### Мужчины
| Дисциплина | Золото                               | Золото  | Серебро                   | Серебро | Бронза                              | Бронза  |
| ---------- | ------------------------------------ | ------- | ------------------------- | ------- | ----------------------------------- | ------- |
| 100 км     | Дмитрий Павлов Нижегородская область | 6:56.57 | Азат Ахметдинов Татарстан | 7:02.31 | Тимур Пономарёв Воронежская область | 7:11.37 |

## Состав сборной России для участия в чемпионате Европы
По итогам чемпионата и с учётом выполнения необходимых нормативов, в состав сборной для участия в чемпионате Европы в помещении в шведском Гётеборге вошли:
Мужчины
60 м: Александр Бреднев.

400 м: Павел Тренихин — имел освобождение от отбора.

Эстафета 4х400 м: Павел Тренихин, Валентин Кругляков — позднее исключён из команды в связи с положительной допинг-пробой, Владимир Краснов, Константин Свечкарь, Юрий Трамбовецкий.

800 м: Иван Нестеров.

1500 м: Егор Николаев.

3000 м: Андрей Сафронов.

60 м с барьерами: Сергей Шубенков, Константин Шабанов, Алексей Дрёмин.

Прыжок в высоту: Алексей Дмитрик — имел освобождение от отбора, Сергей Мудров, Дмитрий Семёнов.

Прыжок с шестом: Антон Ивакин.

Прыжок в длину: Александр Меньков, Павел Караваев — позднее исключён из команды в связи с положительной допинг-пробой.

Тройной прыжок: Руслан Самитов, Алексей Фёдоров.

Толкание ядра: Максим Сидоров, Валерий Кокоев, Александр Буланов.

Семиборье: Артём Лукьяненко, Илья Шкуренёв.
Женщины
60 м: Юлия Кацура.

400 м: Ксения Усталова.

Эстафета 4х400 м: Ксения Усталова, Ксения Задорина, Ольга Товарнова, Татьяна Вешкурова, Надежда Котлярова.

800 м: Елена Котульская, Марина Поспелова — позднее снялась с соревнований из-за простуды, Айвика Маланова — позднее снялась с соревнований из-за проблем со здоровьем.

1500 м: Светлана Подосёнова, Анна Щагина, Елена Соболева.

3000 м: Светлана Киреева — позднее снялась с соревнований, Елена Коробкина, Наталья Аристархова.

60 м с барьерами: Юлия Кондакова, Ольга Самылова — позднее снялась с соревнований, Светлана Топилина.

Прыжок с шестом: Анастасия Савченко, Ангелина Жук-Краснова, Анжелика Сидорова — отобралась по результатам Первенства России среди молодёжи 1991—93 г.р.

Прыжок в длину: Дарья Клишина, Ольга Кучеренко, Светлана Деняева.

Тройной прыжок: Ирина Гуменюк, Виктория Долгачёва, Вероника Мосина.

Толкание ядра: Евгения Колодко, Евгения Соловьёва — позднее исключена из команды в связи с положительной допинг-пробой, Ирина Тарасова.

Пятиборье: Кристина Савицкая — позднее снялась с соревнований, Екатерина Большова.